# Cal Cabra (Clariana de Cardener)
Cal Cabra és una masia situada al municipi de Clariana de Cardener, a la comarca catalana del Solsonès. Es té constància de l'edificació des del segle XVIII. Pertany a l'entitat de població de Clariana.
És un edifici de construcció habitual a la comarca amb pedra i teula. Restaurada, està feta amb paredat i morter, de carreus escairats en cantonades i tallats en obertures, parcialment refetes de totxo; coberta majoritàriament a dos vessants.
La masia es troba a 692 m d'altitud, a poc més de 300 metres de distància de la rasa d'Anglerill. S'ubica al pla de Villorbina, format per camps de conreu de secà que limita amb llistonars i pinedes de pinassa i edificacions agrícoles i ramaderes.